# 劍形臼齒麗鯛
劍形臼齒麗鯛，為輻鰭魚綱鱸形目隆頭魚亞目慈鯛科的其中一種，分布於非洲馬拉威湖東南部流域，棲息深度15-23公尺，體長可達20.7公分，棲息在中底層水域，生活習性不明，可作為觀賞魚。

## 擴展閱讀
維基物種上的相關：劍形臼齒麗鯛